# Episodi di Planetes

I protagonisti di Planetes, così come appaiono al termine della quarta puntata dell'anime.

Questa è la lista di episodi dell'anime Planetes, tratto dall'omonimo manga di Makoto Yukimura. La serie animata è stata realizzata da Sunrise in 26 episodi e distribuita in Italia dalla francese Beez Entertainment in 6 DVD nel 2006. In Giappone è stata trasmessa dalla NHK dal 4 ottobre 2003 al 17 aprile 2004. In Italia il primo episodio è stato trasmesso da MTV Italia il 29 settembre 2006 durante l'Anime Week, mentre l'intera serie è stata trasmessa in prima visione su pay tv nel 2008 da AXN nel contenitore Animax; la serie è stata trasmessa su Rai 4 dal 20 settembre 2012 al 18 aprile 2013, in prima visione in chiaro (tranne il primo episodio, già trasmesso su MTV).

## Episodi
| Nº | Titolo italiano Giapponese 「Kanji」 - Rōmaji - Traduzione letterale | In onda          | In onda |
| Nº | Titolo italiano Giapponese 「Kanji」 - Rōmaji - Traduzione letterale | Giapponese       |         |
| 1  | Planetes Phase 1 - Fuori dall'atmosfera 「大気の外で」 - Taiki no soto de – "Fuori dall'atmosfera" | 4 ottobre 2003   |         |
| 1  | Ai Tanabe è stata appena assunta alla Technora Corporation ed è stata assegnata alla sezione Detriti Spaziali, una unità specializzata nel recupero dei pericolosi detriti che potrebbero ostacolare la navigazione delle astronavi. Il suo sogno è sempre stato quello di andare nello spazio, ma ora scopre con sgomento di essere assegnata alla cosiddetta "Mezza Sezione", così chiamata in modo dispregiativo da tutti gli altri collaboratori della Technora per via della sua cronica scarsità di personale, composto oltretutto da strani individui dalla dubbia competenza. Tanabe comincia il suo addestramento in attività extra-veicolare con Hachirota Hachimaki Hoshino come suo istruttore e senpai. |                  |         |
| 2  | Planetes Phase 2 - Come in un sogno 「夢のような」 - Yume no yō na – "Come in un sogno" | 11 ottobre 2003  |         |
| 2  | Hachimaki ha un sogno: avere un'astronave tutta sua e per questo è preso in giro dagli altri. Per un errore di Tanabe nel recupero di un relitto spaziale, questo va ad intersecare la rotta di un'astronave di linea. Hachimaki (che a suo tempo aveva fatto il medesimo errore) con una complicata manovra riesce a spostare appena in tempo il relitto, salvando tutti i passeggeri dell'astronave. |                  |         |
| 3  | Planetes Phase 3 - Orbita di ritorno 「帰還軌道」 - Kikan kidō – "Orbita di ritorno" | 18 ottobre 2003  |         |
| 3  | Tanabe e il suo senpai Hachimaki recuperano un relitto che si scopre essere una bara spaziale di un astronauta, che era destinata a raggiungere i confini dell'universo, ma che per un errore di calcolo nel lancio non era riuscita a superare il sistema solare ed ora era ritornata verso la Terra. Il dilemma è se rispedire la bara nello spazio profondo o riportarla a Terra, ma quale sarà la volontà del defunto astronauta? |                  |         |
| 4  | Planetes Phase 4 - Il figlio di papà 「仕事として」 - Shigoto toshite – "Parte del mestiere" | 25 ottobre 2003  |         |
| 4  | Colin Clifford, giovane e viziato rampollo del direttore generale di un'importantissima ditta cliente della Technora Corporation, vuole fare una piccola gita di piacere nello spazio. In realtà il suo è un tentativo di far passare sotto silenzio il recupero di una fotocamera che aveva lasciato nello spazio agganciata ad un satellite abbandonato durante un precedente viaggio assieme ai suoi amici, e che ora rischiava di diventare un pericoloso detrito spaziale. |                  |         |
| 5  | Planetes Phase 5 - In viaggio verso la Luna 「フライ・ミー・トゥ・ザ・ムーン」 - Fly me to the Moon (Furai Mī tu za Mūn) – "Fammi volare fino alla Luna" | 1º novembre 2003 |         |
| 5  | La squadra fa una breve vacanza sulla Luna, ma il viaggio in astronave viene movimentato da un borsaiolo, che una volta scoperto prende in ostaggio una bambina, figlia di due passeggeri. La storia ha un lieto fine grazie all'intervento di Hachimaki, ma quello che nessuno saprà mai è che l'avventura ha in realtà salvato la vita alla bambina, destinata a morire assieme ai genitori, decisi a suicidarsi dopo essere caduti in rovina e in preda degli usurai. |                  |         |
| 6  | Planetes Phase 6 - Scoiattolo lunare volante 「月のムササビ」 - Tsuki no musasabi – "Scoiattolo lunare volante" | 8 novembre 2003  |         |
| 6  | All'arrivo sulla Luna Ai Tanabe deve vedersela con gli strani vicini di appartamento, che si sono messi in testa di essere terribili guerrieri ninja. Il suo sempai Hachimaki le dà una mano come può, anche se è impelagato in una complicata faccenda di appuntamenti prematrimoniali al buio, ma rimedia solo un incidente che gli causa la rottura di un piede |                  |         |
| 7  | Planetes Phase 7 - La ragazza extraterrestre 「地球外少女」 - Chikyūgai shōjo – "La ragazza extraterrestre" | 15 novembre 2003 |         |
| 7  | Hachimaki è costretto a passare la breve vacanza in un ospedale lunare, dove incontra una strana ragazza che gli fa tante domande sulla Terra perché sono ben 12 anni che è ricoverata sulla Luna. Hachimaki sa che il corpo umano non può sopportare la permanenza in un ambiente a gravità ridotta per così tanto tempo, ma non ha il coraggio di chiederle quale sia la grave malattia che la costringe a stare lontana dalla Terra per così tanto tempo. In realtà la ragazza, più alta e sviluppata delle ragazzine della sua età, ha soltanto 12 anni ed è una Selenita, ovvero è nata sulla Luna: quello che per Hachimaki è un mondo deserto ed inospitale, per lei è la Casa.                               |                  |         |
| 8  | Planetes Phase 8 - Ritrovarsi 「拠るべき場所」 - Yorubeki basho – "Un posto a cui aggrapparsi" | 22 novembre 2003 |         |
| 8  | Fee Carmichael è una dei migliori piloti della società, per questo le viene proposta la promozione a vice capo della Sezione Controllo con il conseguente trasferimento in un altro reparto. Quando gli altri membri della squadra lo scoprono, tentano di dimostrarle durante un recupero problematico di poter fare a meno di lei. Sarà però la stessa Fee, quando il recupero sembrava ormai compromesso, a risolvere ogni problema e alla fine rinuncerà alla promozione. |                  |         |
| 9  | Planetes Phase 9 - Il Maestro 「心のこり」 - Kokoro nokori – "Rimpianti" | 29 novembre 2003 |         |
| 9  | Gigalt, il vecchio sensei di Hachimaki arriva alla sezione recuperi per una sessione di addestramento alla sicurezza. Assieme al suo allievo e a Tanabe partecipa ad una pericolosa missione contro degli scaricatori di rifiuti pericolosi: forse è una delle sue ultime missioni perché, come confessa a Tanabe, ha il cancro in uno stadio molto avanzato. È in quella occasione che Gigalt conierà per la ragazza il soprannome di "Angelo" così come tanto tempo prima aveva inventato il soprannome di Hachimaki per il suo giovane allievo. |                  |         |
| 10 | Planetes Phase 10 - Polvere di stelle 「屑星の空」 - Kuzuboshi no sora – "Il cielo di polvere di stelle" | 6 dicembre 2003  |         |
| 10 | Yuri è alla Sezione Detriti da tre anni, ma non si è fatto molti amici. In realtà è uno dei pochi passeggeri scampati al disastro causato dall'impatto di un piccolo bullone contro un finestrino di un aereo suborbitale. Nell'incidente è morta la giovane moglie di Yuri e lui da quel giorno passa tutto il suo tempo a scandagliare instancabilmente lo spazio alla ricerca di una bussola, il portafortuna che la moglie aveva al collo prima di morire. |                  |         |
| 11 | Planetes Phase 11 - Linea di confine 「バウンダリー・ライン」 - Boundary Line (Baundarī Rain) – "Linea di confine" | 13 dicembre 2003 |         |
| 11 | Un ingegnere di El Tanika, un paese del terzo mondo, arriva alla Stazione 7 per fare certificare la tuta spaziale prodotta dalla sua piccola industria. Nessuno alla stazione lo vuole prendere in considerazione a causa della poca credibilità tecnologica del suo Paese. Solo alla Sezione Detriti decidono di dargli una mano nel test, per aiutarlo a realizzare il suo sogno, purtroppo effimero: dimostrare che anche un Paese del terzo mondo può sperare di lavorare per lo spazio. |                  |         |
| 12 | Planetes Phase 12 - Un piccolo desiderio 「ささやかなる願いを」 - Sasayaka naru negai o – "Un desiderio modesto" | 20 dicembre 2003 |         |
| 12 | Fee ha il vizio del fumo, ma a causa dei molteplici attentati di un gruppo terroristico che mette delle bombe nelle cabine per fumatori è molto tempo che non riesce a fumare una sigaretta. I terroristi minacciano di distruggere la Stazione 7, unico posto in orbita dove esiste ancora una cabina per fumatori utilizzabile e questo manda Fee su tutte le furie. Per salvare la cabina per fumatori (e incidentalmente la Stazione 7 e tutto il programma spaziale) arriva a distruggere la Toy Box e a rischiare la vita. |                  |         |
| 13 | Planetes Phase 13 - Vista con razzi 「ロケットのある風景」 - Roketto no aru fūkei – "Vista con razzi" | 10 gennaio 2004  |         |
| 13 | Dato che la Toy Box è stata distrutta la Sezione Detriti ha una breve vacanza sulla Terra. Hachimaki va a trovare la sua famiglia, portando con sé Yuri, e Tanabe. Durante la vacanza Yuri fa amicizia con Kyutaro, fratello di Hachimaki e come lui appassionato di astronautica. Intanto tra Tanabe e Hachimaki sboccia qualcosa. |                  |         |
| 14 | Planetes Phase 14 - Punto di svolta 「ターニング・ポイント」 - Turning Point (Tāningu Pointo) – "Punto di svolta" | 17 gennaio 2004  |         |
| 14 | Alla Sezione Detriti viene assegnata una nuova nave per il trasporto dei detriti, la Toy Box 2. Mentre sta recuperando dei detriti spaziali, la squadra rimane coinvolta in un intrigo tra sezioni dell'azienda, ma soprattutto tra un potente manager e il fidanzato della figlia, giudicato non degno della ragazza e trasferito coattivamente su Marte e che la Sezione decide di aiutare. |                  |         |
| 15 | Planetes Phase 15 - Il segreto di Edelgard 「彼女の場合」 - Kanojo no baai – "Nella sua situazione" | 24 gennaio 2004  |         |
| 15 | Hachimaki e Tanabe sono al loro primo appuntamento, ma i loro piani sono sconvolti dall'ex marito della signorina Edel, che arriva alla Stazione 7 per convincerla a ritornare con lui. |                  |         |
| 16 | Planetes Phase 16 - Accensione 「イグニッション」 - Ignition (Igunisshon) – "Accensione" | 31 gennaio 2004  |         |
| 16 | Per un incidente durante un'operazione di recupero causato da un'eruzione solare, Hachimaki rimane alla deriva nello spazio e sopravvive miracolosamente. Fisicamente è tutto a posto, ma psicologicamente la diagnosi è impietosa: "Sindrome da smarrimento spaziale", che significherebbe la fine del suo lavoro di astronauta e il ritorno a terra per il resto della vita. |                  |         |
| 17 | Planetes Phase 17 - Un uomo fatto a modo suo 「それゆえの彼」 - Soreyue no kare – "Un uomo con le sue ragioni" | 7 febbraio 2004  |         |
| 17 | Si sta preparando la missione per Giove e l'ingegnere a capo del progetto vorrebbe reclutare il padre di Hachimaki, un leggendario astronauta, ma lui sembra volersi ritirare sulla terra da sua moglie. |                  |         |
| 18 | Planetes Phase 18 - Sezione Detriti, l'ultimo giorno 「デブリ課、最期の日」 - Deburi Ka, saigo no hi – "Sezione Detriti, ultimo giorno" | 14 febbraio 2004 |         |
| 18 | Dolph viene sostituito come direttore della divisione e il nuovo direttore vuole chiudere la Sezione Detriti. Durante l'ultimo recupero però l'equipaggio della Toy Box scopre un segreto inconfessabile che cambia di nuovo le carte in tavola. |                  |         |
| 19 | Planetes Phase 19 - I finali sono sempre... 「終わりは いつも…」 - Owari wa itsumo... – "I finali sono sempre..." | 21 febbraio 2004 |         |
| 19 | La Sezione Detriti ha vinto la battaglia contro il nuovo direttore della divisione, intanto Hachimaki si licenzia per partecipare alla mega selezione degli astronauti che prenderanno parte al Progetto Giove. sull'astronave Von Braun. |                  |         |
| 20 | Planetes Phase 20 - Primi passi 「ためらいがちの」 - Tamerai gachi no – "Passi di esitazione" | 28 febbraio 2004 |         |
| 20 | Claire ultimamente ha commesso troppi errori, per questo è stata retrocessa ed ora sostituisce Hachimaki nella Sezione Detriti. Hachimaki e Hakim stanno entrambi affrontando le selezioni ed incontrano difficoltà inaspettate per completare una prova di gruppo della durata di 10 giorni, che li porta quasi alla morte. |                  |         |
| 21 | Planetes Phase 21 - Tandem Mirror 「タンデム・ミラー」 - Tandem Mirror (Tandemu Mirā) – "Specchio tandem" | 6 marzo 2004     |         |
| 21 | La Sezione Detriti deve lavorare sulla Luna per un mese per recuperare i detriti causati dall'esplosione del motore Tandem Mirror. Intanto Hachimaki a bordo della Von Braun scopre che Hakim ha intenzione di sabotare il Progetto Giove. |                  |         |
| 22 | Planetes Phase 22 - Falsità 「暴露」 - Bakuro – "Rivelazioni" | 13 marzo 2004    |         |
| 22 | Hachimaki viene convocato sulla Luna per essere interrogato a riguardo dell'esplosione avvenuta sulla Von Braun. Lì apprende della morte del suo sensei Gigalt per cancro. |                  |         |
| 23 | Planetes Phase 23 - L'attacco 「デブリの群れ」 - Deburi no mure – "Il gruppo dei detriti" | 20 marzo 2004    |         |
| 23 | Durante gli ultimi preparativi per il viaggio inaugurale della Von Braun i terroristi del Fronte di Difesa Spaziale prendono il controllo dell'astronave e tentano di farla precipitare su Luna City. |                  |         |
| 24 | Planetes Phase 24 - Amore 「愛」 - Ai – "Amore" | 3 aprile 2004    |         |
| 24 | Il piano del Fronte di Difesa Spaziale è sventato all'ultimo minuto. Tanabe e Claire rimangono bloccate sulla superficie della Luna in una situazione che potrebbe portare entrambe alla morte. |                  |         |
| 25 | Planetes Phase 25 - Sperduto 「惑い人」 - Madoibito – "Lo sperduto" | 10 aprile 2004   |         |
| 25 | In seguito alla crisi, Hachimaki deve affrontare una profonda depressione e neppure il ritorno sulla Terra per una vacanza sembra risollevarlo. Finalmente però ritrova Tanabe, rimasta paralizzata alle gambe durante l'incidente sulla superficie lunare, e qualcosa cambia. |                  |         |
| 26 | Planetes Phase 26 - Promesse 「そして巡りあう日々」 - Soshite meguriau hibi – "E i giorni in cui ci incontriamo per caso" | 17 aprile 2004   |         |
| 26 | Tanabe ha un'enorme forza di volontà e sottoponendosi a duri allenamenti riesce a recuperare l'uso delle gambe. Al suo ritorno alla Stazione Spaziale incontra Hachimaki, spronato anch'egli dalla forza di volontà della ragazza e ormai pronto per la Missione Giove. Durante una passeggiata spaziale Hachimaki chiede finalmente a Tanabe di sposarlo. Il ragazzo partirà per Giove, ma alla fine del viaggio avrà un porto sicuro dove ritornare. |                  |         |